# Династес титис
Династес титис (лат. Dynastes tityus (Linnaeus, 1763) — вид твердокрилих з родини Пластинчастовусі.

## Поширення
Поширений у східній та південно-східній частині США: від штатів Нью-Йорк, Іллінойс та Індіана на півночі до Флориди та Мексиканської затоки на півдні, а на сході — до Техасу.

## Опис

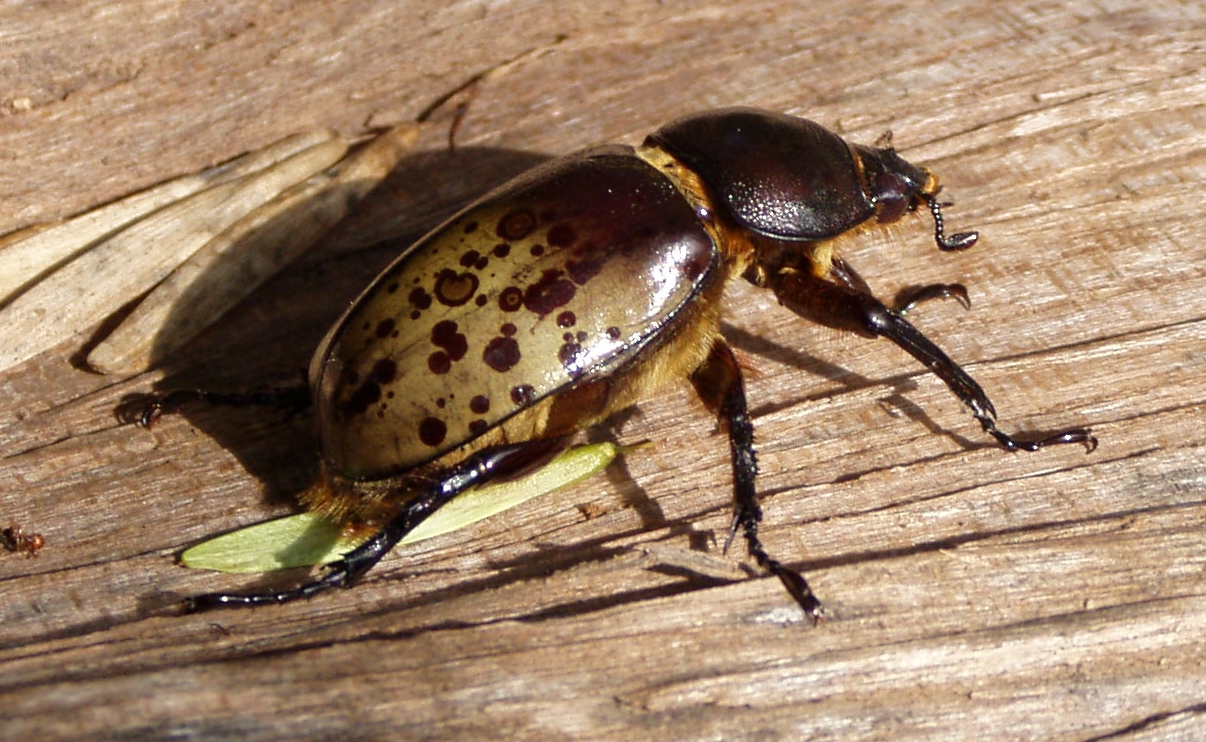
Самка Династес титис

На передньоспинці самців розташований довгий ріг, спрямований вперед, другий ріг знаходиться на голові. Надкрила жуків зеленкуваті, сірі або жовто-коричневі, з чорними плямами. Форма, розміри і розташування плям індивідуальні для кожної особини.

## Життєвий цикл та біологія
Личинки розвиваються у гнилій деревині різних видів дерев, включаючи черешню та робінію псевдоакація.